# Луценко Віталій Іванович
Віта́лій Іва́нович Луце́нко (15 березня 1937, с. Парафіївка, Чернігівська область, Українська РСР, СРСР — 3 червня 1999) — український політик. Колишній народний депутат України. Кандидат економічних наук. Батько Сергія та Юрія Луценків.

## Освіта
Закінчив Київський технологічний інститут харчової промисловості за фахом інженер-промтеплоенергетик (1954–1960).

## Трудова діяльність
У 1960—1964 роках — заступник начальника, начальник теплоелектроцентралі Дубнівського цукрового заводу Рівненської області.
Член КПРС з 1962 року.
У 1964—1966 роках — інструктор Рівненського обласного комітету КПУ. У 1966—1974 роках — секретар Рівненського міського комітету КПУ. У 1967—1993 роках — депутат Рівненської міської і облради.
У 1974 — 9 жовтня 1980 року — 2-й секретар Рівненського міського комітету КПУ.
9 жовтня 1980 — квітень 1987 року — 1-й секретар Рівненського міського комітету КПУ. Одночасно, у 1980—1983 роках заочно навчався у Академії суспільних наук при ЦК КПРС. Кандидат економічних наук. Дисертація на тему «Вдосконалення територіального управління соціально-економічними процесами» (1984).
11 квітня 1987 — листопад 1990 року — 2-й секретар Рівненського обласного комітету КПУ.
У листопаді 1990 — серпні 1991 року — 1-й секретар Рівненського обласного комітету КПУ. Обраний таємним голосуванням із чотирьох альтернативних кандидатур.
23 — 24 вересня 1991 року на 6-й позачерговій сесії Рівненської обласної ради народних депутатів було прийняте рішення вивести Луценка і деяких інших начальників відділів і служб, які залишалися у Комуністичній партії, із членів виконкому.
У 1993 році, після поновлення діяльності КПУ, обраний першим секретарем Рівненського обласного комітету КПУ та членом ЦК КПУ.
Березень 1994 — березень 1998 року — народний депутат України 2-го скликання по Володимирецькому виборчому округу № 336 Рівненської області. Входив до складу фракції Комуністичної партій України (КПУ).
У квітні 1996 року очолив групу з підготування Програми дій Комуністичної партій України у сфері економіки.
З жовтня 1997 року — секретар ЦК КПУ і член Президії ЦК КПУ (жовтневий 1997 III з'їзд КПУ).
Березень 1998 — червень 1999 року — народний депутат України 3-го скликання від КПУ, № 20 у списку. Член фракції КПУ, голова Комітету у справах ветеранів, пенсіонерів та інвалідів.
У 1998—1999 роках — заступник голови асоціації «Рівнеагробуд».
Був автором відкритих листів у рівненській газеті «Червоний прапор»: «Чи залишиться обласна організація Компартії України авангардною політичною організацією?» (5 червня 1991), «Говорити людям правду й разом шукати шляху подолання кризи» (6 червня 1991), «Про що мріють антикомуністи, чи можлива зміна соціально-політичного ладу» (7 червня 1991), «Партійні осередки, комсомол та молодь» (8 червня 1991), «Вступайте в нашу партію» (12 червня 1991).
Автор понад 100 друкованих праць на економічної, політико-економічної і суспільно-політичної теми. Володів англійською та польською мовами.

## Особисте життя
Дружина Віра Михайлівна (1936—2000). Сини Сергій та Юрій.
Захоплювався розв'язуванням математичних задач, конструюванням ребусів і шахових задач.

## Нагороди
- Орден Дружби народів.
- Орден Трудового Червоного Прапора.
- Орден «Знак Пошани».
- Дві медалі.